# Prosthoporus terani
Prosthoporus terani là một loài tò vò trong họ Ichneumonidae.